# Ваня Цветкова
Ваня Цветкова Дойчева (родена като Иванка Цветкова Иванова) е българска актриса.

## Биография
Ваня Цветкова е родена на 12 януари 1958 г. в София. Завършва актьорско майсторство във ВИТИЗ „Кръстьо Сарафов“ през 1980 г. в класа на Гриша Островски.
Работила е в Народен театър за младежта (1980).
В киното дебютира с филма „Служебно положение – ординарец“, но голяма популярност получава с филма на Христо Христов „Бариерата“ по романа на Павел Вежинов и печели награди от кинофестивалите във Варна и Москва. С участията си в касовите хитове на българското кино „Лавина“ (по книгата на Блага Димитрова) и „Комбина“ бързо се превръща във всенародна любимка. И в двата филма играе заедно с Иван Иванов.
Член на СБФД (1985).
Ваня Цветкова живее в Лас Вегас, САЩ със сина си и само от време на време идва в България. Все пак през 2004 Ваня Цветкова снима в София „Другият наш възможен живот“, през 2011 година се снима в телевизионния сериал „Седем часа разлика“, а през 2013 година в сериала „Фамилията“.
Има син Павел от каскадьора Пламен Дойчев.

## Награди и отличия
- Награда на СБФД „за женска роля“ на (Доротея) във филма „Бариерата“ (1979)
- Награда „за женска роля“ на (Доротея) във филма „Бариерата“ (Варна, 1980)
- Награда „за главна женска роля“ на (съпругата на Стоев) във филма „Адио, Рио“ (Карлово, 1989)

## Театрални роли
- „Дон Карлос“ (Фридрих Шилер) – Елизабет
- „Амадеус“ (Питър Шафър) – Констанца
- „Двуглавият орел“ (Жан Кокто) – Кралицата

## Телевизионен театър
- „Учителят“ (1989) (от Ст. Л. Костов, реж. Емил Капудалиев) - Мария
- „Криминална песен“ (1988) (Иван Радоев) – момичето
- „Нощта на славеите“ (1985) (В. Ежов)
- „Чаша вода“ (1985) (Йожен Скриб)
- „Разплата“ (1982) (Алфред дьо Вини)
- „Буря в тихо време“ (1981) (Кирил Василев)
- „Незавършена симфония“ (1978) (Божидар Божилов) – Мария

## Филмография
| Година      | Филми и Сериали                                                | Серии    | Копродукции                                                                     | Роля                                                       |
| ----------- | -------------------------------------------------------------- | -------- | ------------------------------------------------------------------------------- | ---------------------------------------------------------- |
| 2019        | Ханът и империята                                              |          |                                                                                 | Пагане                                                     |
| 2013 – 2014 | Фамилията                                                      | 39       |                                                                                 | Лидия Арнаудова (в 34 серии)                               |
| 2011 – 2014 | Седем часа разлика                                             | 80       |                                                                                 | съдия Таня Стоева (в 76 серии)                             |
| 2005        | Патриархат                                                     | 7        |                                                                                 | богаташката Еврофеева                                      |
| 2005        | Другият наш възможен живот                                     |          |                                                                                 | ватманката Люба, бивша поетеса                             |
| 1991        | Кладенецът                                                     |          |                                                                                 | учителката/Дария                                           |
| 1990        | Златната ряпа (тв)                                             |          |                                                                                 | Царицата                                                   |
| 1991        | Мълчанието                                                     |          |                                                                                 | Роза, жената на началника на полицията                     |
| 1990        | Индиански игри                                                 |          |                                                                                 | сакатата Илиана – Лянуца                                   |
| 1990        | Немирната птица любов                                          |          |                                                                                 | красивата                                                  |
| 1989        | Живей опасно                                                   |          |                                                                                 | Ана-Лиза Александрова, приятелката на Петър                |
| 1989        | Тест '88                                                       |          |                                                                                 | старшината                                                 |
| 1989        | Адио, Рио                                                      |          |                                                                                 | Елена (Лени), съпругата на Стоев                           |
| 1988        | Верни ще останем („Верными останемся“)                         |          | СССР/ГДР/Унгария/България/Чехословакия/Полша/Испания                            | Лиляна Тошева                                              |
| 1988 – 1996 | Новите приключения на Арсен Люпен („Le retour d'Arsène Lupin“) | 20       | Франция/Канада/Италия/Швейцария/Белгия/Полша/България/Куба/Португалия/Югославия | Теодора (в 18-а серия: „Herlock Sholmes s'en mêle“ – 1995) |
| 1987        | Мечтатели                                                      |          |                                                                                 | Славея, съпруга на Стаменов                                |
| 1985        | Тази хубава зряла възраст                                      |          |                                                                                 | Рина                                                       |
| 1985        | Денят не си личи по заранта                                    | 6        |                                                                                 | Мод, сътрудничка на Сеймур (в 4 серии: III, IV, V, VI)     |
| 1984        | Бронзовият ключ (тв)                                           |          |                                                                                 | Жана Атанасова                                             |
| 1983        | Равновесие                                                     |          |                                                                                 | актрисата Ваня                                             |
| 1983        | 681 – Величието на хана                                        |          |                                                                                 | Пагане                                                     |
| 1982        | Комбина                                                        |          |                                                                                 | Съни                                                       |
| 1982        | Лавина                                                         |          |                                                                                 | Дара                                                       |
| 1982        | Николо Паганини („Никколо Паганини“)                           | 4        | СССР/България                                                                   | Дида/Карлота/Крошка                                        |
| 1981        | Хан Аспарух                                                    | 3        |                                                                                 | Пагане                                                     |
| 1979        | Бариерата                                                      |          |                                                                                 | Доротея                                                    |
| 1979        | Като белязани атоми                                            |          |                                                                                 | Тина                                                       |
| 1978        | Служебно положение ординарец (тв)                              |          |                                                                                 | годеницата на поручика                                     |
| 1977        | Защо плачат момичетата                                         | 3 новели |                                                                                 | красивата девойка                                          |